# Friedrich I. (Pfalz)

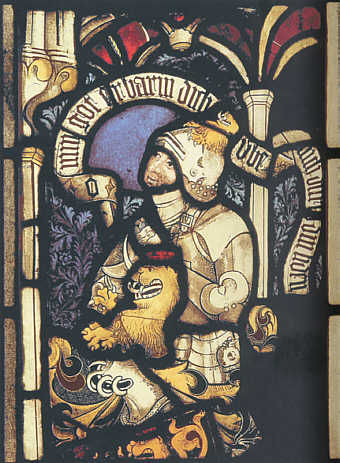
Kurfürst Friedrich I. von der Pfalz, im Gebet (zeitgenössische Stifterscheibe aus dem Kloster Maulbronn)

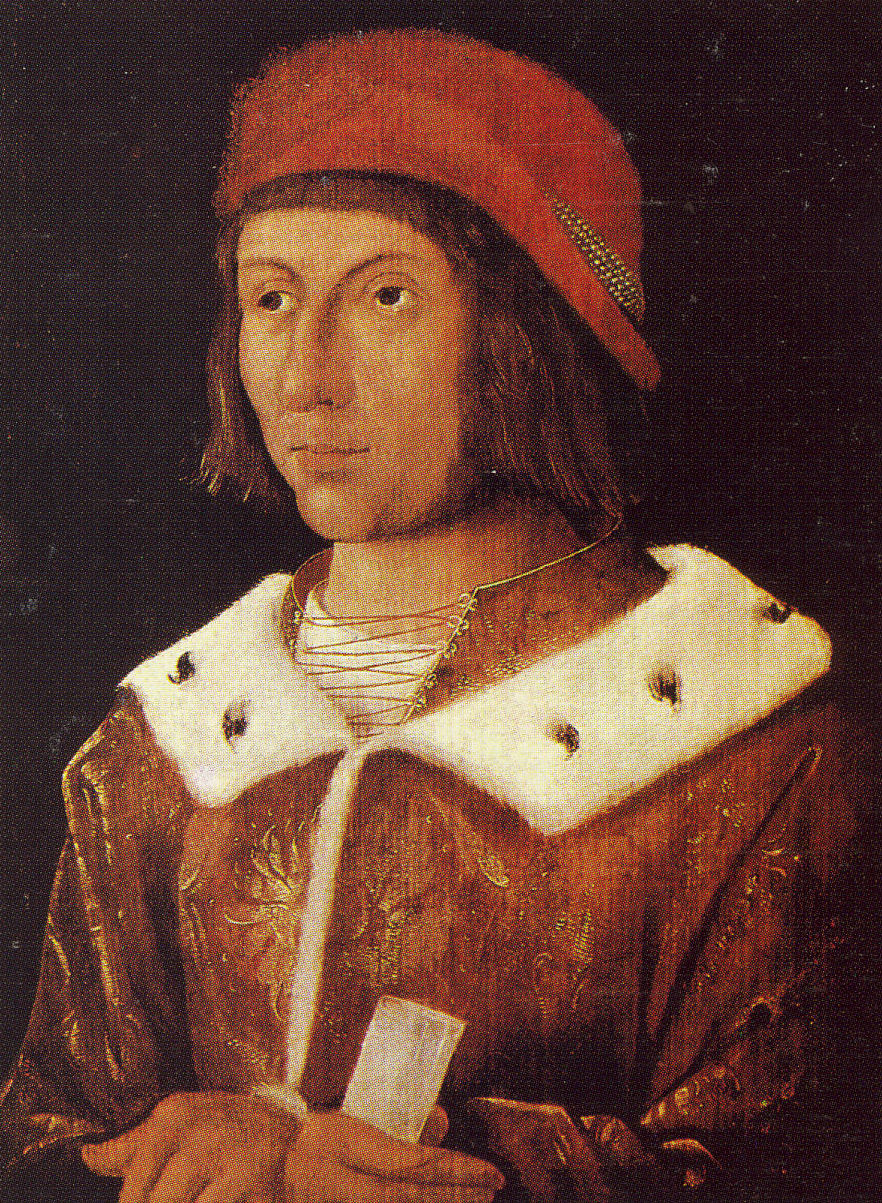
Kurfürst Friedrich von der Pfalz (Gemälde von Albrecht Altdorfer)

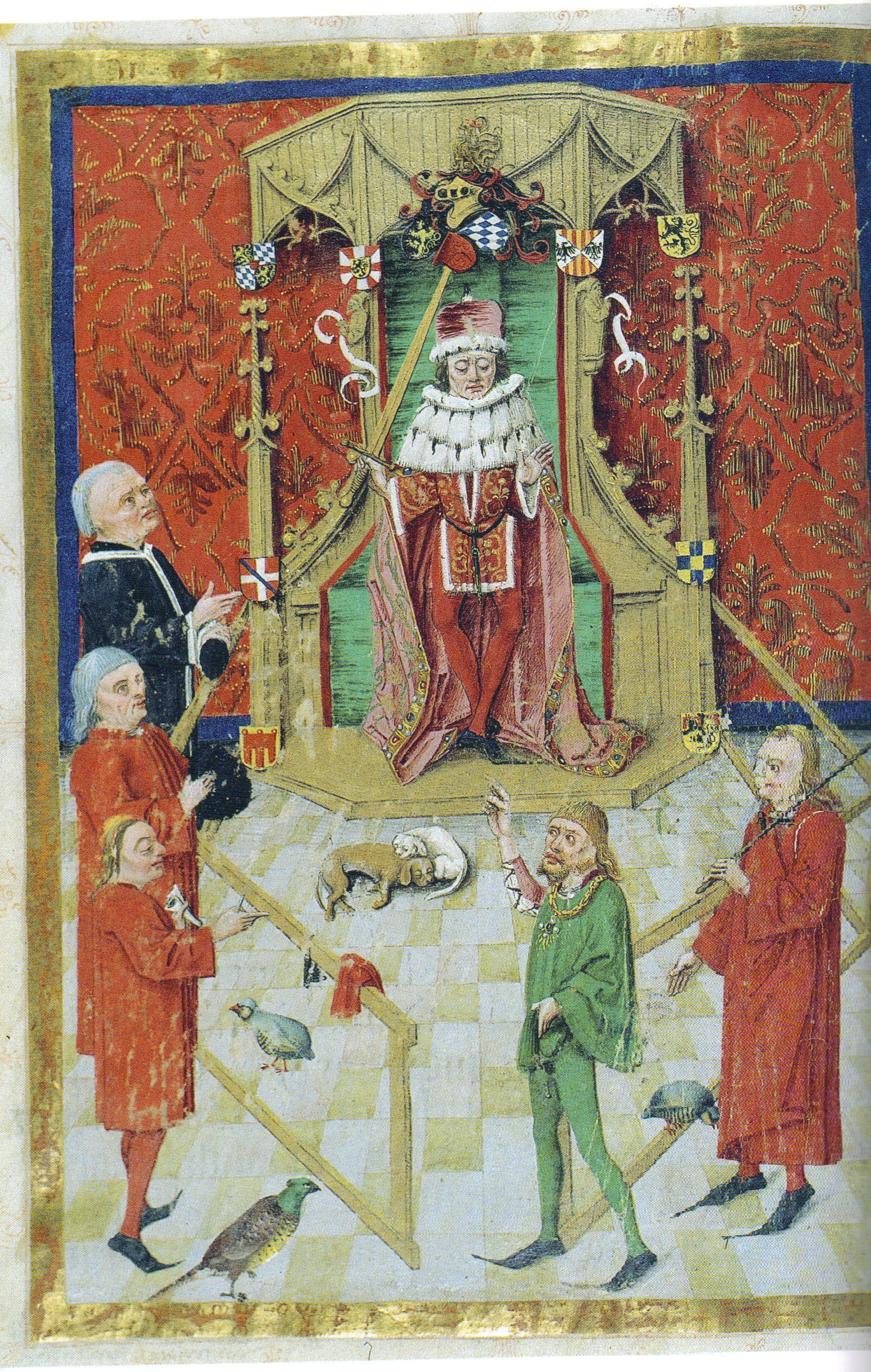
Eidesleistung eines Lehnsherrn vor Kurfürst Friedrich dem Siegreichen (aus dem Lehenbuch Friedrichs von 1471)

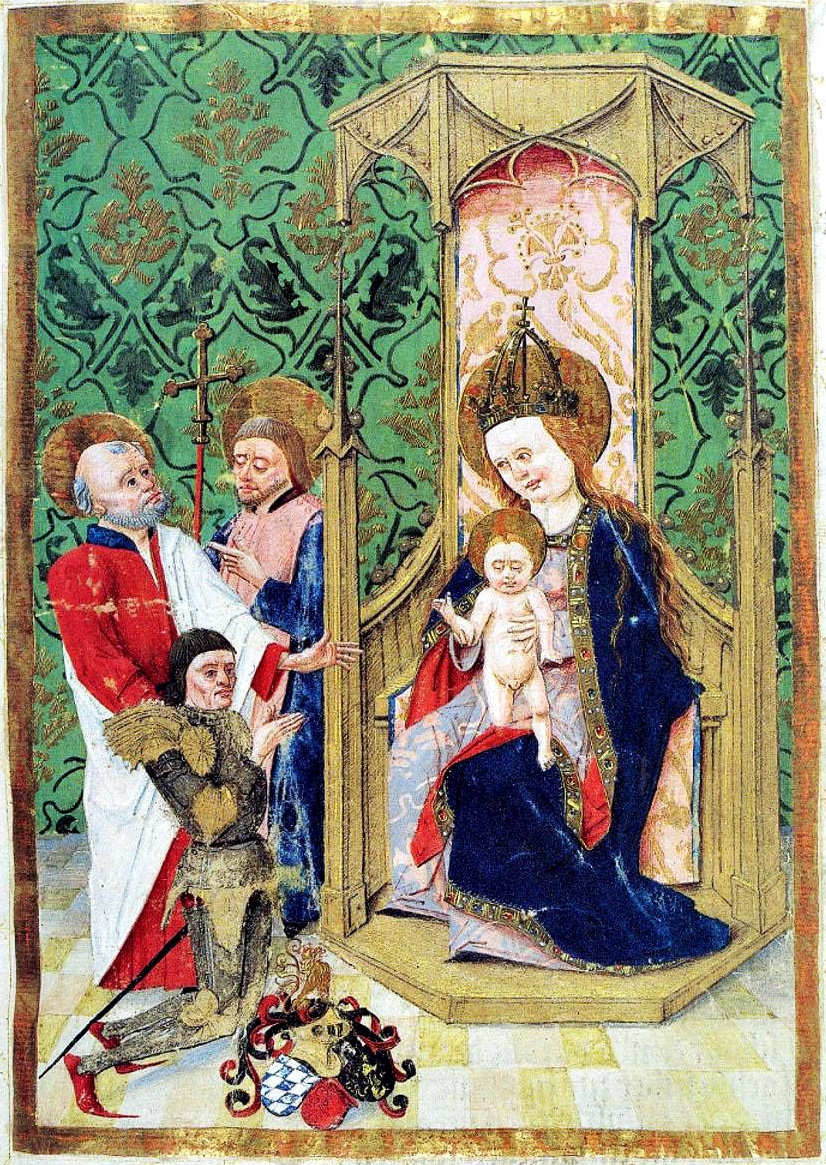
Kurfürst Friedrich kniend vor Madonna mit Jesuskind (aus dem Lehenbuch Friedrichs von 1471)

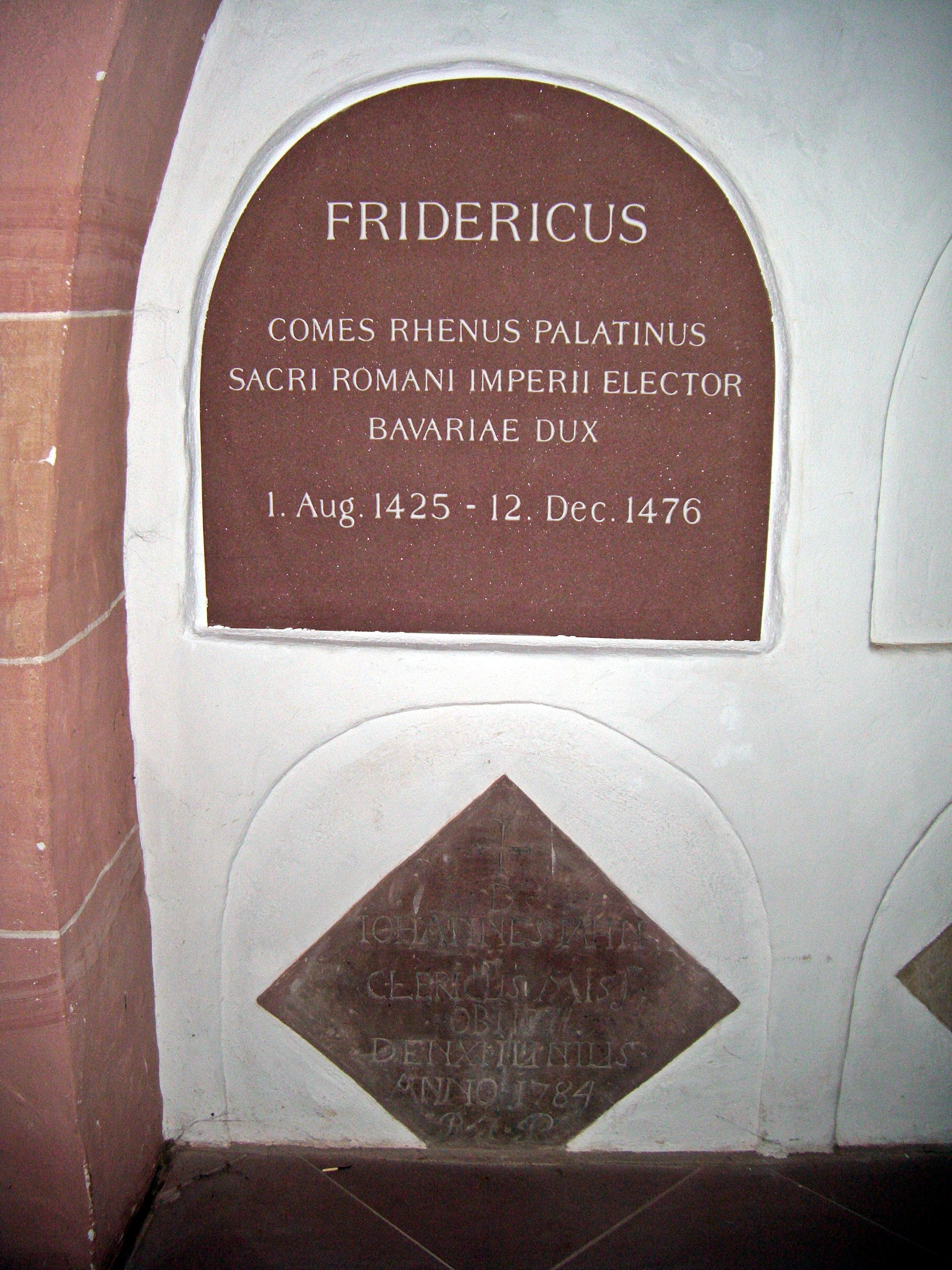
Grab in der Krypta der Jesuitenkirche Heidelberg

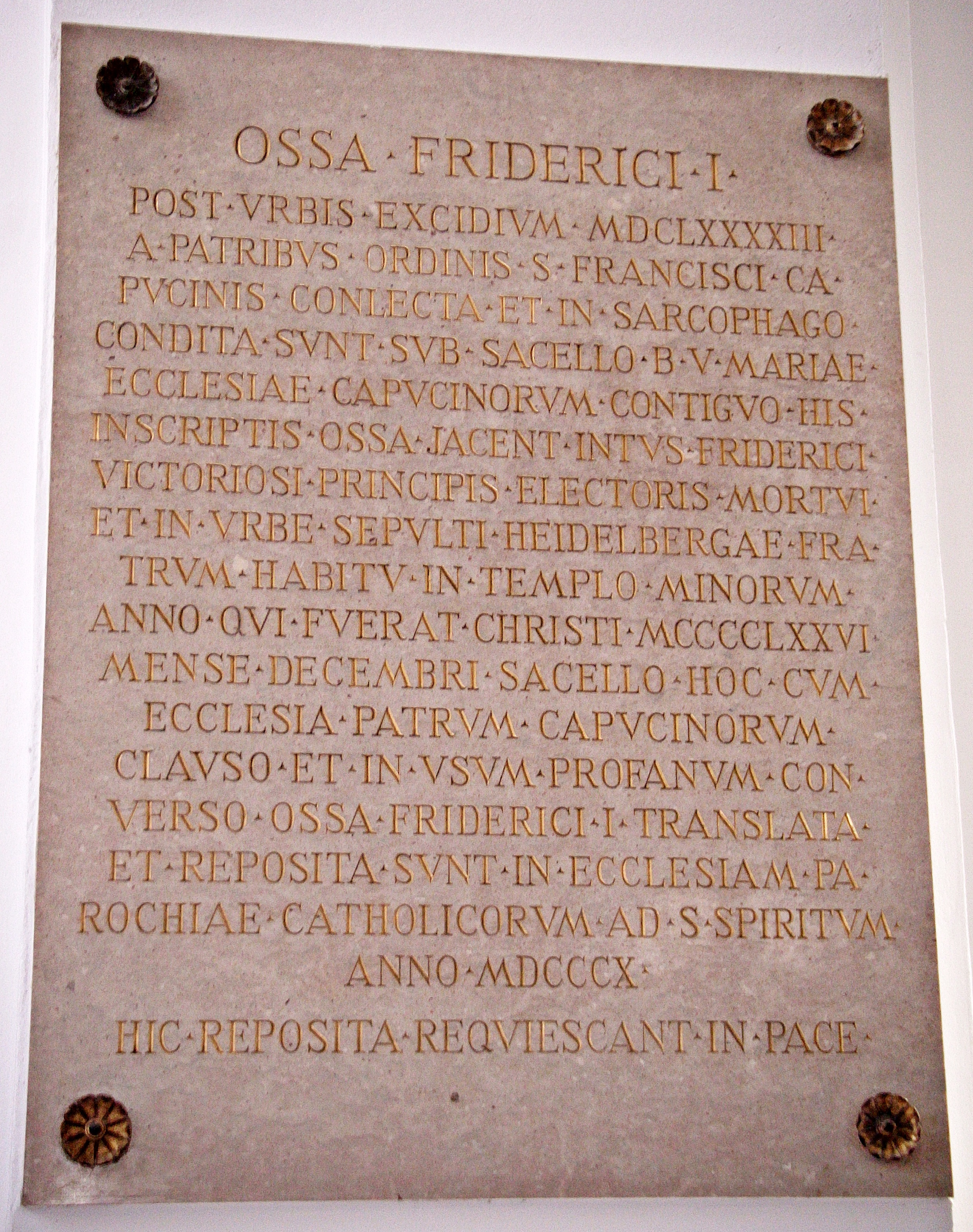
Epitaph in der Jesuitenkirche Heidelberg, 1810

Friedrich I. der Siegreiche (* 1. August 1425 in Heidelberg; † 12. Dezember 1476 ebenda) war Pfalzgraf und Kurfürst von der Pfalz (1451–1476).

## Leben
Friedrichs Eltern waren Kurfürst Ludwig III. und Prinzessin Mechthild von Savoyen.
Friedrich erhielt eine sorgfältige Ausbildung sowohl in den für einen Fürsten üblichen ritterlichen Fertigkeiten wie Fechten, Jagen oder Reiten als auch in den Sieben Freien Künsten, jedoch noch ohne eine ausführliche Behandlung der damals neu sich formierenden Dialektik und Rhetorik. Hier war sein Lehrer Ernst Landschad von Steinach, der auch Theologie studiert hatte.

## Politik
Friedrich regierte nach dem Tod seines Bruders Ludwig IV. von 1449 bis 1451 als Vormund seines einjährigen Neffen Philipp, adoptierte ihn 1451, verzichtete selbst auf eine Ehe und leitete aus dieser „Arrogation“ sein Recht zum wirklichen Kurfürsten ab. Kaiser Friedrich III. lehnte dieses Vorgehen ab und verweigerte Friedrich die Bestätigung als Kurfürst.
Den Amberger Aufruhr in der Oberpfalz, einen Widerstand zu seinem Vorgehen, schlug Friedrich 1454 in Amberg nieder. Durch Bündnispolitik und militärische Auseinandersetzungen gelang es ihm, sein Territorium auszudehnen. Seine wichtigsten Verbündeten waren Ludwig IX. von Bayern-Landshut und Albrecht IV. von Bayern-München.
Nach dem Tode des Mainzer Erzbischofs Dietrich Schenk von Erbach 1459 kam es um dessen Nachfolge zu Streitigkeiten zwischen den Kandidaten, dem zunächst gewählten Diether von Isenburg und Adolf von Nassau bzw. deren Unterstützern im Kreise der Fürsten. Als Markgraf Karl I. von Baden, der zunächst versucht hatte, zwischen den zerstrittenen Lagern zu vermitteln, dann doch die Partei seines Bruders, des Bischofs Georg von Metz, ergriff, kam es in der Folge zum Badisch-Pfälzischen Krieg und zum Bayerischen Krieg.
Friedrich I., der auf Seiten des abgesetzten Erzbischofs Diether stand, gelang es 1462 in der Schlacht bei Seckenheim, seine Gegner, Bischof Georg von Metz, Markgraf Karl I. von Baden und Graf Ulrich V. von Württemberg, gefangen zu nehmen und ihnen die Anerkennung als Kurfürst, nebst erheblichen Lösegeldzahlungen und Gebietsabtretungen, abzuringen. Gustav Schwab verarbeitete diese Geschehnisse in seiner Ballade Das Mahl zu Heidelberg.
1463 wurde Friedrichs Bruder Ruprecht von der Pfalz Erzbischof von Köln, was Friedrichs Macht weiter steigerte, ebenso wie 1465 ein Bündnis mit Karl dem Kühnen von Burgund. Dieses Bündnis war gegen Friedrichs mächtigste Feinde, Kaiser Friedrich III., Kurfürst Albrecht Achilles von Brandenburg und Herzog Ludwig von Veldenz, gerichtet. 1469–71 überwarf er sich wegen der Reform des elsässischen Klosters Weißenburg und der eigenmächtigen Absetzung des dortigen Abtes Jakob von Bruck erneut mit dem Kaiser. Mehrere Vermittlungsversuche Ludwigs IX. von Bayern-Landshut blieben erfolglos. 1474 sprach Friedrich III. die Reichsacht über Friedrich I. aus. Dies blieb jedoch ohne Wirkung. 1476 starb der Kurfürst und wurde auf eigenen Wunsch in Heidelberg im Franziskanerkloster begraben. Grabeskirche und Kloster gingen 1693 unter, worauf man seine Gebeine 1696 in die Kapuzinerkirche umbettete. Nach Aufhebung des Klosters im Rahmen der Säkularisation kamen die sterblichen Überreste 1810 in die Jesuitenkirche. Das Grab befindet sich nunmehr in der Krypta, ein Epitaph im Kirchenschiff.

## Der Renaissancehof
Kurfürst Friedrich der Siegreiche versammelte an seinem Hof eine Anzahl von Persönlichkeiten, die eng mit dem sich damals in Deutschland verbreitenden Renaissance-Humanismus in Verbindung standen. Über diese Verflechtungen wurden zentrale Konzepte der Renaissance wie der Ruhmesgedanke, die Pflege der Geschichtsschreibung mit dem Ziel der fürstlichen Selbstdarstellung und die Förderung der Studia humanitatis an der eigenen Universität übernommen. Im Umfeld des Heidelberger Hofes wirkten damals über kürzere oder längere Zeit bedeutende Frühhumanisten und Gelehrte wie Peter Luder (ab 1456), Matthias von Kemnat (ab 1460), Peter Anton von Clapis (ab 1465) oder der Sänger, Dichter und Arzt Johann Steinwert von Soest (ab 1472) sowie (ab 1476) der Arzt und Kräuterbuchverfasser Johann Wonnecke von Kaub. Am Hof Friedrichs des Siegreichen wurden einschlägige Vorbilder und neue Ideen der Darstellung fürstlicher Herrschaft sowohl aus Italien als auch vom Hof der Herzöge von Burgund aufgegriffen und für die eigene Selbstdarstellung fruchtbar gemacht.

## Nachfolge
Kurfürst Friedrichs Nachfolge trat, entsprechend dem Vertragswerk bei der „Arrogation“ von 1451, sein Neffe und Adoptivsohn Philipp an. Noch zu Lebzeiten Friedrichs erklärten beide in Übereinstimmung, dass dessen inzwischen vorhandene Kinder (aus der Ehe mit Clara Tott) nur dann in der Kurpfalz erbberechtigt werden sollten, falls Philipp oder seine Söhne vor ihnen sterben würden. Man hatte also für den Fall eines Aussterbens von Philipps Familienstamm zur Sukzession jenen Friedrichs vorgesehen, welcher der nächstverwandte war und später zum Fürstenhaus Löwenstein wurde.

## Heirat und Nachkommen
Kurfürst Friedrich war 1427, im Kindesalter, mit der Prinzessin Elisabeth von Bayern-Landshut verlobt worden. Die Verlobung wurde jedoch gelöst; Elisabeth heiratete 1445 Graf Ulrich V. von Württemberg-Stuttgart. Als Friedrich 1451 seinen minderjährigen Neffen Philipp adoptierte und an dessen Stelle selbst die Kurfürstenwürde annahm, musste er Ehelosigkeit geloben, um dem Thronfolger Philipp keine Miterben zu bescheren, die diesem später das rechtmäßige Erbe eventuell streitig machen könnten.
Aus einer 1459 beginnenden Liebesbeziehung zwischen Kurfürst Friedrich I. und dem Münchner Hoffräulein Clara Tott aus Augsburg gingen zwei Söhne hervor, für die ihr Vater – außer bei einem Aussterben der legitimen Linie – auf die Erbfolge verzichtete. Beide Söhne werden in einer Vielzahl von Dokumenten als ehelich anerkannt, doch ist der Zeitpunkt der elterlichen Eheschließung unklar; einige Quellen nennen das Jahr 1462. Publik wurde die Heirat erst 1472, als Friedrich, der erstgeborene Sohn, die Aufnahme als Kleriker in die Domstifte von Speyer und Worms anstrebte und deshalb eine zweifelsfreie eheliche Abstammung nachweisen musste. Im gleichen Jahr und schon einmal 1470 hatte der zukünftige Kurfürst Philipp der Aufrichtige seinen Onkel, Kurfürst Friedrich I., urkundlich von dem zu seinen Gunsten abgelegten Versprechen der Ehelosigkeit entbunden.
Aus Gründen der Staatsräson hielt man die ganze Sachlage aber möglichst geheim. Clara Tott wurde nach dem Tode ihres Mannes von dessen Nachfolger Philipp sogar über Jahre hinweg in Gefangenschaft gehalten, nur um die tatsächlichen Familienverhältnisse nicht an die breite Öffentlichkeit dringen zu lassen. Die frühen Geschichtsschreiber drücken sich meist unklar und sehr vorsichtig über den Fall aus, da sie bei der mächtigen Kurpfalz nicht in Ungnade fallen wollten. Spätere Historiker übernahmen diese unklaren Formulierungen von ihren Vorgängern, zumal das Thema durch die fortschreitende Zeit dynastisch und historisch an Bedeutung verlor.
Erst die rechtskundigen Historiker Johann Ludwig Klüber und August Wilhelm Heffter haben im 19. Jahrhundert diesbezüglich nachhaltig geforscht und sehr ausführliche Abhandlungen darüber verfasst, die anhand verschiedener Quellen eine eheliche Geburt beider Söhne Friedrichs I. und Clara Totts eindeutig belegen und darüber hinaus stichhaltig nachwiesen, dass Clara Tott adeliger Herkunft gewesen sein muss.
Die beiden Söhne waren:
- Friedrich von Bayern (* um 1460; † 16. Oktober 1474) war seit 1472 Kanoniker am Domstift Speyer, dann auch am Domstift Worms. Er starb noch zu Lebzeiten seines Vaters und wurde – wie dieser – in der Heidelberger Franziskanerkirche beigesetzt. Sein dortiges Epitaph bezeichnete ihn ausdrücklich als „ehelichen Sohn“ des Kurfürsten. Der Grabstein, mit Bildnis Friedrichs in Klerikerkleidung, befand sich noch 1716 in dieser Kirche, allerdings schwer beschädigt durch die Franzosen.[12]
- Ludwig von Bayern (1463–1523) wurde am 24. Februar 1494 vom römisch-deutschen König Maximilian I. in den Reichsgrafenstand erhoben. Sein Vater Kurfürst Friedrich hinterließ ihm die Grafschaft Löwenstein. Ludwig von Bayern, wie man ihn nannte, ist der Begründer des Fürstenhauses Löwenstein-Wertheim.

## Nachleben
Friedrichs Untertanen nannten ihn den Pfälzer Fritz, seine Gegner aber den bösen Fritz. Die erste grundlegende Biografie, ganz aus Urkunden sowie zeitgenössischen Chronisten zusammengestellt, veröffentlichte der kurpfälzer Historiker Christoph Jakob Kremer 1765, unter dem Titel: „Geschichte des Kurfürsten Friedrichs des Ersten von der Pfalz“.
Friedrichs Büste ist in der Walhalla aufgestellt.